# Regne de Kashi
El regne de Kashi fou un dels setze regnes del nord de l'Índia esmentats als texts budistes coneguts com a janapades (o Mahajanapades, Grans regnes). La seva capital fou la ciutat de Kashi que després va ser més coneguda com a Benarés o Varanasi. El nom Kashi deriva de "llum" (kashate pra-kashate iti kashihi) i vol dir ciutat de les Llums. Kashi fou una de les set grans ciutats de l'Índia antiga junt amb Kanchi, Madurai, Maya (Gaya), Avanthika (Ujjain), Dwaraka i Ayodhya). La ciutat va portar també els noms de Avimuktaka, Anandakanana, Mahasmasana, Surandhana, Brahma Vardha, Sudarsana i Ramya.
S'han trobat nombroses monedes del regne. Entre vers el 525 i el 475 aC va estar ocupat per Kosala. Els jatakes esmenten alguna manca d'hereus a la dinastia o alguna deposició per altres sobirans considerats millors. Molts dels reis de Kashi porten el cognom de Brahmadatta que era un cognom de família (un kulanama) tal com resulta de l'explicació al Gangamala Jataka referida al rei Udaya Brahmadatta. Ashvasena, pare d'un dels thirtamakares jainistes (el 23è), fou rei de Kashi. Els Upanishads esmenten dos reis de Kashi: Ajataixatru i Dhitaraixtra. Finalment el regne fou conquerit per Maghada.